# تحطم طائرة بوينغ بي-52 في قاعدة فيرتشايلد الجوية

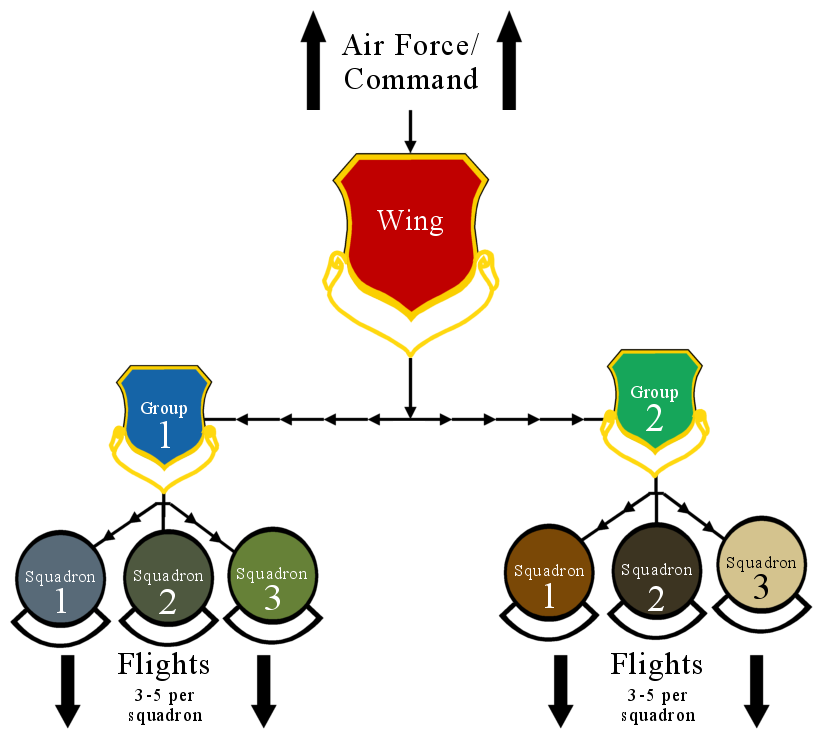
الهيكل الأساسي لأجنحة ومجموعات وأسراب القوات الجوية الأمريكية فيما يتعلق بالتسلسل القيادي

في يوم الجمعة، 24 يونيو 1994، تحطمت طائرة تابعة لسلاح الجو الأمريكي (USAF) من طراز بوينغ بي-52 ستراتوفورتريس في قاعدة فيرتشايلد الجوية، بولاية واشنطن، الولايات المتحدة، بعد أن قام طيارها اللفتنانت كولونيل آرثر «بود» هولاند بمناورة بالقاذفة خارج حدودها التشغيلية وفقدت السيطرة. تماطلت الطائرة بي-52 وسقطت على الأرض وانفجرت، مما أسفر عن مقتل هولاند وثلاثة ضباط آخرين كانوا على متن الطائرة. بالإضافة إلى ذلك، أصيب شخص على الأرض بجروح خلال الحادث لكنه نجا. تم تسجيل الحادث على شريط فيديو وتم عرضه بشكل متكرر في نشرات الأخبار في جميع أنحاء العالم.:125:2–3
خلص التحقيق اللاحق إلى أن الحادث يُعزى في المقام الأول إلى ثلاثة عوامل: شخصية هولاند وسلوكه. ردود فعل قادة القوات الجوية الأمريكية المتأخرة أو غير الكافية على الحوادث السابقة المتعلقة بهولاند؛ وتسلسل الأحداث خلال الرحلة الأخيرة للطائرة. يُستخدم الحادث الآن في بيئات الطيران العسكرية والمدنية كدراسة حالة في تعليم إدارة موارد الطاقم. غالبًا ما تستخدمه القوات المسلحة الأمريكية أثناء التدريب على سلامة الطيران كمثال على أهمية الامتثال لأنظمة السلامة وتصحيح سلوك أي شخص ينتهك إجراءات السلامة.

## حادثة

### خلفية
في 24 يونيو 1994، استعد طاقم قاذفة بي-52 إتش التابعة لسلاح الجو الأمريكي المتمركز في قاعدة فيرتشايلد الجوية للطيران في رحلة جوية استعراضية لعرض جوي كان من المقرر أن يتم في اليوم التالي. يتكون الطاقم من طيارين اللفتنانت كولونيل آرثر «بود» هولاند (بعمر 46) واللفتنانت كولونيل مارك ماكغيهان (بعمر 38)، والعقيد روبرت وولف (بعمر 46)، وضابط أنظمة الأسلحة / ملاح الرادار المقدم كين هيوستن (بعمر 41). كان هولاند هو قائد الطائرة المعين للرحلة، مع ماكغيهان كطيار مساعد ووولف كمراقب سلامة. كان هولاند رئيسًا لفرع المعايير والتقييم في جناح القنابل 92، وكان ماكغيهان قائدًا لسرب القنابل 325، وكان وولف نائبًا لقائد جناح القنابل 92، وكان هوستون ضابط عمليات سرب القنابل الـ325.:2-3 كان هولاند، كرئيس للمعايير والتقييم، مسؤول عن معرفة وإنفاذ المعايير الأكاديمية ومعايير الطيران لعمليات الطيران الخاصة بجناح القصف.
دعت خطة المهمة للرحلة إلى سلسلة من التصاريح على ارتفاعات منخفضة، و60 درجة من المنعطفات، وتسلق شديد الانحدار،  وهبوطًا باللمس والاقلاع والانطلاق من مدرج 23 في فيرتشايلد. كانت الرحلة أيضًا «رحلة نهائية» لـ وولف –  وهو تقليد شائع يقابل فيه أحد أفراد طاقم سلاح الجو الأمريكي المتقاعد في المطار من قبل الأقارب والأصدقاء وزملاء العمل، بعد وقت قصير من هبوطه من رحلته الأخيرة، ويغمره بالماء. وفقًا لذلك، كانت زوجة وولف والعديد من أصدقائه المقربين في المطار لمشاهدة الرحلة والمشاركة في حفل ما بعد الرحلة. كانت زوجة ماكغيهان وأبناؤه الأصغر يشاهدون الرحلة من الفناء الخلفي لمقر سكن ماكغيهان، والذي كان يقع في مكان قريب.:2-3

### الإقلاع
طائرة بي-52، ذات نداء الإشارة القيصر 52 (Czar 52)، انطلقت في الساعة 13:58 وأكملت معظم عناصر المهمة دون وقوع حوادث. عند التحضير لتنفيذ هبوط باللمس والانطلاق على المدرج 23 في نهاية رحلة التدريب، صدرت تعليمات للطائرة بالالتفاف لأن طائرة كيه سي -135 كانت على المدرج، بعد أن هبطت للتو. الحفاظ على ارتفاع حوالي 250 قدمًا (75 م) فوق مستوى سطح الأرض (AGL)، قام هولاند بالاتصال ببرج المراقبة لاسلكيًا وطلب الإذن بتنفيذ انعطاف يسار بزاوية 360 درجة، والذي تم منحه على الفور من قبل وحدة التحكم في البرج. 

### الارتطام
ثم بدأت القاذفة بي-52 في الانعطاف يسارًا بزاوية 360 درجة حول البرج بدءًا من نقطة خط الوسط في المدرج. تقع خلف البرج مباشرة منطقة ذات مجال جوي مقيد.:125على ما يبدو لتجنب الطيران عبر المجال الجوي المحظور، قاد هولاند الطائرة في منعطف شديد الانحدار (steeply banked turn) مع الحفاظ على مستوى منخفض 250 قدم (76 م) ارتفاع فوق مستوى الأرض (AGL). بعد ما يقرب من ثلاثة أرباع الطريق حول المنعطف، في الساعة 14:16، تجاوزت الطائرة 90 درجة، وهبطت بسرعة، وقطعت خطوط الكهرباء واصطدمت بالأرض، وانفجرت وقتلت أفراد الطاقم الأربعة. كان ماكغيهان جالسًا في مقعد طرد، لكن وفقًا للبيان الطبي، فقد «طرد جزئيًا فقط في وقت الاصطدام»؛ ولم تذكر ما إذا كان قد تمكن من إخلاء الطائرة. كان هيستون جالسًا أيضًا في مقعد الطرد؛ وأشار البيان الطبي إلى أنه لم يشرع في أجراء القذف. لم يكن مقعد وولف قادرًا على طرده. أصيب طيار على الأرض أثناء مراقبته العرض.

## تحقيق

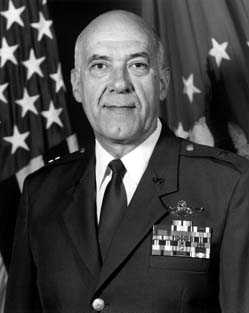
العميد في القوات الجوية الأمريكية. الجنرال. غودسي، الذي قاد تحقيق السلامة في الحادث

عقدت القوات الجوية الأمريكية على الفور لجنة تحقيق السلامة تحت إشراف رئيس السلامة في القوات الجوية الأمريكية، العميد أورين إل غودسي. أصدر المجلس تقرير تحقيقه في الحادث في 10 أغسطس 1994. صدر تقييم نهائي لتحقيقات السلامة في 31 يناير 1995. أصدر مجلس التحقيق في الحوادث، المسمى «تحقيق (AFR 110-14)»، تقريرًا منفصلاً في عام 1995. على عكس تحقيق السلامة التابع للقوات الجوية الأمريكية، والذي تم إصداره فقط لأفراد وزارة الدفاع الأمريكية، تم إصدار تقرير (AFR 110-14) لعامة الناس.
حدد تحقيق (AFR 110-14) العديد من العوامل التي ساهمت في الحادث، بما في ذلك تسلسل الاصطدام الفعلي، والشخصية والسلوك السابق لهولاند، والإشراف السابق وعدم اتخاذ إجراءات تصحيحية من قبل ضباط القوات الجوية الأمريكية على هولاند، وتخطيط المهمة وتنفيذها، وغيرها. العوامل البيئية والبشرية. 

### تسلسل الأعطال
وجد التحقيق أنه مع دخول الطائرة بي-52 تسلسلها النهائي حول البرج، كان مؤشر السرعة الجوية(ASI) يظهر 182 عقدة (337 كم/س؛ 209 ميل/س). على الرغم من أن هولاند زاد من قوة المحرك بعد بدء الدوران، إلا أن مدخلاته جاءت بعد فوات الأوان للحفاظ على السرعة الجوية للطائرة، حيث تستغرق محركات بي-52 المروحية التوربينية ما يصل إلى ثماني ثوانٍ للاستجابة لأوامر دواسة الوقود. كان مؤشر السرعة الجوية (ASI) متاحًا لجميع أفراد الطاقم الجوي الأربعة، لكنهم سمحوا للسرعة الجوية للطائرة بالاستمرار في التناقص. قبل ثماني ثوان من الاصطدام، انخفضت سرعة الطيران إلى 145 عقدة (269 كم/س؛ 167 ميل/س) وزادت زاوية الانعطاف المنحدر (bank angle) للطائرة إلى ما بعد 60 درجة. كانت هذه هي النقطة التي استخدم فيها هولاند أو ماكغيهان جناحًا يمينًا كاملًا، ودفة يمنى، ورافعًا علويًا؛ ومع ذلك، نظرًا لانخفاض سرعة الطيران، دخلت الطائرة في انهيار طيران (يُطلق عليه أيضًا «المماطلة المعجلة»)، وهو توقف يحدث بسرعة جوية أعلى من سرعة المماطلة في التصميم - والتي تشير دائمًا إلى رحلة مستقيمة ومستوية - لأن الطائرة تستدير. نظرًا لزاوية الانحدار التي لا تقل عن 60 درجة، كانت سرعة المماطلة للطائرة في تلك اللحظة 147 عقدة (272 كم/س؛ 169 ميل/س). ومن ثم، نظرًا لأنها كانت تحلق 2 عقدة أقل من سرعة المماطلة، توقفت الطائرة، مع ارتفاع غير كافٍ للاسترداد واستعادة السيطرة قبل أن تضرب الأرض.

رسم توضيحي لانهيار طيران تحول. كلما كان الدوران أكثر إحكامًا، زادت قوة الرفع (وبالتالي زاوية المواجهة (AoA) المطلوبة لمواجهة مجموع قوة الطرد المركزي ووزنه. إذا تم تجاوز زاوية المواجهة (AoA) الحرج، فستتوقف الطائرة حتى إذا ظلت السرعة الجوية ثابتة.

### سلوك هولاند السابق وردود فعل قادة القوات الجوية الأمريكية
ذكرت لجنة الحوادث أن شخصية هولاند الرجولية الجريئة أثرت بشكل كبير على تسلسل الاصطدام. شهد أفراد القوات الجوية الأمريكية بأن هولاند قد اكتسبت سمعة طيبة كطيار عدواني غالبًا ما انتهك قواعد سلامة الطيران وغيرها من القواعد. تضمن كسر لقواعد الطيران دون ارتفاعات التخليص الدنيا وتجاوز قيود زاوية الانعطاف المائل ومعدلات الصعود.:3–4 
وقعت حادثة سابقة في عام 1991 عندما قامت طائرة بي-52 بقيادة هولاند بأداء دائرة فوق لعبة الكرة اللينة التي كانت ابنة هولاند تشارك فيها. تبدأ من 2500 قدم (760 م) فوق مستوى الأرض (AGL)، نفذت طائرة هولاند الدائرة عند 65 درجة من زاوية الانعطاف المائل. في مناورة وصفها أحد الشهود بأنها «دوامة الموت» (death spiral)، استمر أنف الطائرة في الهبوط وزادت زاوية الانحدار إلى 80 درجة. بعد خسارة 1000 قدم (300 م) من الارتفاع، تمكن هولاند من استعادة السيطرة على الطائرة. :125:3–4 كما أوقف هولاند سيارته بشكل منتظم وغير قانوني في منطقة «ممنوع وقوف السيارات» بالقرب من مبنى المقر الرئيسي.
في 19 مايو 1991، كانت هولاند طيار القيادة في الرحلة التوضيحية بي-52 في معرض فيرتشايلد الجوي. خلال المظاهرة، انتهكت طائرات هولاند العديد من أنظمة السلامة؛ لقد تجاوز حدود البنوك والملاعب، وحلّق مباشرة فوق مشاهدي العرض الجوي، وربما انتهك قيود الارتفاع. راقب قائد القاعدة والجناح، العقيد آرني وينمان، مع موظفيه، المظاهرة لكن يبدو أنهم لم يتخذوا أي إجراء.
في 12 يوليو 1991، أمرت هولاند بطائرة بي-52 أجل "رحلة طيران احتفالية (flyover)" خلال حفل تغيير القيادة لسرب القنابل الـ325 في فيرتشايلد. أثناء التدريب والجسر الفعلي، حلقت طائرة هولاند على ارتفاعات أقل من 100 قدم (30 م) - أقل بكثير من الحد الأدنى للارتفاع المحدد - حلقت المنعطفات المنحدرة بشدة بما يزيد عن 45 درجة، وتجاوزت حدود زاوية الميل، ونفذت جناحًا. على الرغم من عدم حظره على وجه التحديد، لم يُنصح باستخدام الجناح لأنه قد يؤدي إلى إتلاف الطائرة. بعد مشاهدة الجسر العلوي، قام العقيد وينمان ونائب قائد العمليات (DO)، الكولونيل جوليتش، بتوبيخ هولاند شفهياً، لكن لم يتخذوا أي إجراء رسمي.:3–4
في معرض فيرتشايلد الجوي في 17 مايو 1992، كانت هولاند مرة أخرى طيار القيادة في رحلة المظاهرة الجوية B-52. خلال المظاهرة، انتهكت طائرة هولاند مرة أخرى العديد من لوائح السلامة، بما في ذلك العديد من المنعطفات الحادة على ارتفاعات منخفضة والتي تزيد عن 45 درجة من الضفة وتسلق زاوية عالية، يقدر بأكثر من 60 درجة في المقدمة والتي أنهتها هولاند بمناورة الجناح. يبدو أن قائد الجناح الجديد، العقيد مايكل جي. روتسالا، لم يتخذ أي إجراء. بعد أسبوع واحد، حذر الكولونيل كابوتوستي، المسؤول الجديد، من تلقاء نفسه، هولاند من أنه إذا انتهك أي قواعد أمان أخرى، فإن كابوتوستي سوف يمنعه (يزيله من وضع الطيران). لم يوثق كابوتوستي تحذيره لهولاند أو يتخذ أي نوع آخر من الإجراءات الرسمية. 

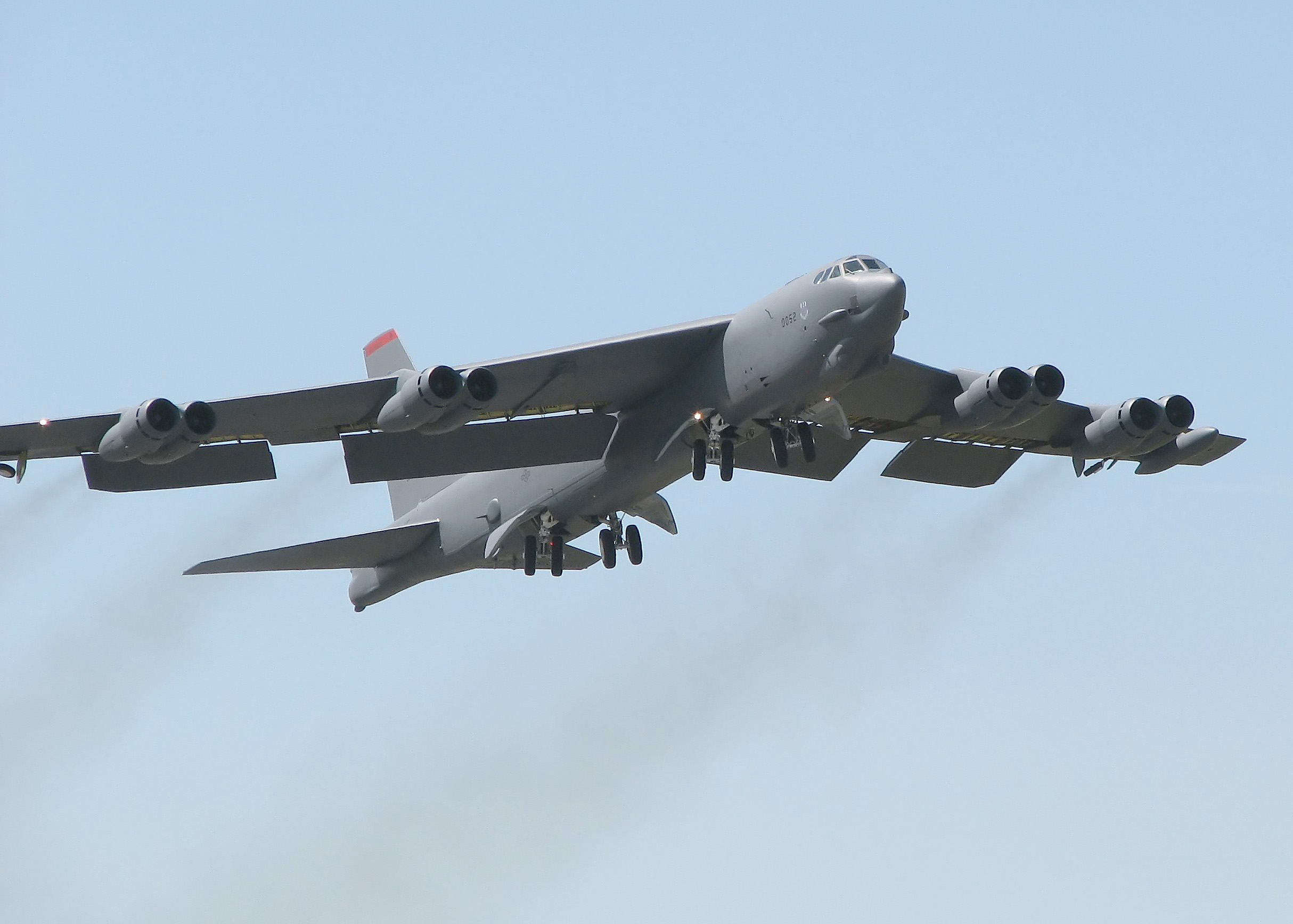
طائرة بي-52إتش تقلع بنمط صعود قياسي.

في 14 و15 أبريل 1993، كانت هولاند قائد مهمة تدريب مكون من طائرتين إلى ميدان قصف بالقرب من غوام في المحيط الهادئ. أثناء المهمة، طار هولاند بطائرة بي-52 بالقرب من بي-52 أخرى أكثر مما تسمح به اللوائح. كما طلبت هولاند من ملاحه أن يصور القنابل التي تسقط من الطائرة من داخل حجرة القنابل بالفيديو، وهو ما يتعارض أيضًا مع اللوائح. في وقت لاحق، لفت الملاح انتباه ثلاثة ضباط من سلاح الجو الأمريكي فيرتشايلد إلى الفيديو. الأول، اللفتنانت كولونيل بولوك، قائد سرب القنابل 325 الحالي، لم يفعل شيئًا حيال ذلك وربما حاول استخدام شريط الفيديو كوسيلة ضغط لإجبار الملاح على قبول منصب كمجدول مهمة للجناح. الثاني، نائب قائد مجموعة العمليات، اللفتنانت كولونيل هاربر، قال لأعضاء الطاقم لإخفاء الأدلة. والثالث، وهو نائب قائد العمليات، ورد على تقارير الفيديو بالقول، «حسنًا، لا أريد أن أعرف أي شيء عن هذا الفيديو - لا أهتم.» :125 المقال لا يوضح ما إذا كان هذا هو العقيد كابوتوستي أو نائب قائد العمليات الجديد، الكولونيل ويليام إي بيليرين.
في معرض فيرتشايلد الجوي في 8 أغسطس 1993، قادت هولاند مرة أخرى الرحلة التوضيحية بي-52. كما كان من قبل، تضمن ملف العرض التوضيحي زوايا ضفة تزيد عن 45 درجة، وتمريرات منخفضة الارتفاع، ومناورة تسلق عالية أخرى، هذه المرة بما يزيد عن 80 درجة. كان التسلق شديد الانحدار لدرجة أن الوقود يتدفق عبر فتحات التهوية من خزانات جناح الطائرة. شهد كل من قائد الجناح الجديد، العميد جيمس إم. ريتشاردز، والمسؤول الجديد، الكولونيل ويليام بيليرين، المظاهرة، لكن لم يتخذ أي منهما أي إجراء.
في 10 مارس 1994، أمرت هولاند بمهمة تدريب بطائرة واحدة إلى ميدان ياكيما للقنابل، لتزويد المصور المعتمد بفرصة لتوثيق الطائرة أثناء إسقاطها ذخائر التدريب. كان الحد الأدنى لارتفاع الطائرة المسموح به لتلك المنطقة 500 قدم (150 م) فوق مستوى الأرض(AGL)؛ خلال المهمة، تم تصوير طائرة هولاند وهي تعبر خط ارتفاع واحد على بعد حوالي 30 قدمًا (10 م) فوق سطح الأرض. خوفًا على سلامتهم، توقف طاقم التصوير عن التصوير واحتموا عندما مرت طائرة هولاند مرة أخرى على ارتفاع منخفض فوق الأرض، وقدرت هذه المرة بتطهير خط القمم بثلاثة أقدام فقط (1 م). شهد مساعد الطيار على متن طائرة هولاند بأنه أمسك بأدوات التحكم لمنع هولاند من تحليق الطائرة في التلال بينما صرخ عضوا طاقم الطائرة الآخران مرارًا وتكرارًا في هولاند: «تسلق! تسلق!» ردت هولاند بالضحك ووصفت أحد أفراد الطاقم بـ «كس».:125 :2–3

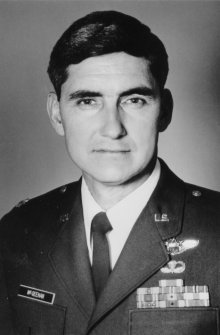
رفض المقدم ماكغيهان السماح لأي من أفراد سربه بالطيران مع هولاند ما لم يكن (ماكغيهان) على متن الطائرة أيضًا.

بعد تلك المهمة، قرر الطاقم أنهم لن يطيروا مرة أخرى مع هولاند وأبلغوا قيادة سرب القنابل بالحادث. أبلغ قائد سرب القوات الجوية الأمريكية، اللفتنانت كولونيل مارك ماكغيهان، بالحادث إلى بيليرين وأوصى بإبعاد هولاند من مهمة الطيران. تشاور بيليرين مع هولاند وأعطاه توبيخًا شفهيًا وتحذيرًا من تكرار السلوك، لكنه رفض إبعاده عن مهمة الطيران. كما لم يوثق بيليرين الحادث أو التوبيخ، ولم يخطر رؤسائه، الذين ظلوا غير مدركين للحادث. ثم قرر ماكغيهان أنه من أجل حماية أطقمه الجوية، سيكون (ماكغيهان) مساعد الطيار في أي مهام مستقبلية كانت هولاند طيار القيادة فيها. تشير الدلائل إلى أنه بعد هذا الحادث، كان هناك «عداء كبير» بين هولاند وماكغيهان.:3–4
استعدادًا لمعرض فيرتشايلد الجوي لعام 1994، تم اختيار هولاند مرة أخرى كطيار قيادة للرحلة التوضيحية B-52. في 15 يونيو 1994، أطلعت هولاند قائد الجناح الجديد، العقيد ويليام بروكس، على خطة الطيران المقترحة. انتهك ملف مظاهرة هولاند العديد من اللوائح، بما في ذلك زوايا البنوك شديدة الانحدار، والتصاريح على ارتفاعات منخفضة، ومواقف الملعب شديدة الانحدار. أمر بروكس هولاند بألا تتجاوز زاوية البنك 45 درجة أو موقف الملعب بمقدار 25 درجة أثناء المظاهرة. خلال جلسة التدريب الأولى، في 17 يونيو، انتهكت هولاند مرارًا هذه الأوامر. شهد بروكس ذلك، لكنه لم يتخذ أي إجراء. سافر بيليرين مع هولاند في تلك الرحلة وأبلغ بروكس أن «الملف الشخصي يبدو جيدًا بالنسبة له؛ يبدو آمنًا جدًا، وفي حدود المعايير». انتهت رحلة التدريب التالية في 24 يونيو بحادث تحطم قاتل.:3–4 

### عوامل أخرى
تضمن ملف العرض التوضيحي الذي صممه هولاند دورانًا بزاوية 360 درجة حول برج مراقبة فيرتشايلد، وهي مناورة لم يحاولها في مظاهرات العرض الجوي السابقة. خلال الرحلة الأخيرة، أجرت هولاند سلسلة من 60 درجة من المنعطفات على الضفة و68 درجة من الصعود في الملعب في انتهاك لأوامر بروكس. لا يوجد دليل يشير إلى أن ماكغيهان أو وولف حاولوا التدخل بينما نفذت هولاند هذه المناورات الخطرة.
كان من المقرر أصلاً أن يسافر بيليرين في هذه المهمة، كما فعل في رحلة 17 يونيو، لكنه لم يكن متاحًا لرحلة 24 يونيو وتم اختيار وولف كعضو بديل في طاقم الطائرة. نظرًا للإخطار القصير بتكليفه بالمهمة، لم يشارك وولف في الإحاطة السابقة للرحلة واستقل الطائرة بعد بدء تشغيل المحركات. لذلك لم يكن على علم بالملف الشخصي للبعثة المخطط لها ولم تتح له الفرصة لإبداء أي اعتراضات قبل الإقلاع.
كل الطاقم الجوي الأربعة المتورطين في التحطم لم يكن لديهم سوى وقت طيران محدود في الأشهر التي سبقت التحطم. يبدو أن أيا منهم لم يلاحظ أن الطائرة قد توقفت حتى قبل وقت قصير من الاصطدام، كما يتضح من الإخفاق في تطبيق تقنيات الاسترداد القياسية للطائرة بمجرد دخولها الانهيار. أفاد التحقيق أنه حتى لو تم تطبيق التقنيات المناسبة لاستعادة المماطلة، فمن غير المحتمل أن يكون من الممكن منع وقوع الحادث لأن الطائرة كانت تحلق بالفعل على ارتفاع منخفض للغاية بحيث يتعذر استردادها.
قبل أربعة أيام من الحادث، في 20 يونيو، دخل دين ميلبرج، وهو جندي سابق مضطرب عاطفياً في القوات الجوية الأمريكية، مستشفى فيرتشايلد، مما أدى إلى مقتل أربعة أشخاص وإصابة الكثيرين بجروح قبل أن يقتله أحد رجال الأمن. كانت الجريمة مصدر إلهاء كبير للموظفين المتمركزين في فيرتشايلد لبعض الوقت بعد ذلك. 

### الاستنتاجات
خلص التحقيق في الحادث إلى أن الحادث كان يُعزى في المقام الأول إلى شخصية هولاند وسلوكها، وردود فعل قادة القوات الجوية الأمريكية غير الكافية على الحوادث السابقة التي شملت هولاند، وتسلسل الأحداث واستجابة الطاقم أثناء الرحلة الأخيرة للطائرة. إن تجاهل هولاند للإجراءات التي تحكم التشغيل الآمن للطائرة بي-52 التي كان يقودها وغياب الإجراءات التصحيحية الحازمة والمتسقة من قبل ضباطه الأعلى سمح لهولاند بالاعتقاد بأنه يمكن أن يسيّر رحلته بطريقة غير آمنة، وبلغت ذروتها بالبطء، انحدار بشكل حاد، استدر 360 درجة حول برج التحكم. :125 :2–3
العوامل البيئية الأخرى المعنية، بما في ذلك إضافة مناورة جديدة (الدوران حول البرج بزاوية 360 درجة)، والمشاركة غير الكافية قبل الرحلة لـ وولف، والانحرافات عن إطلاق النار قبل أربعة أيام، جنبًا إلى جنب مع هولاند غير الآمنة والمخاطرة تجريب السلوك لخلق ظروف مواتية لحدوث الانهيار. كان العامل الأخير، وفقًا لتقرير تحقيق القوات الجوية الأمريكية، هو 10 عقدة (19 كم/س) الرياح وتأثيرها على المناورات المطلوبة لتحقيق مسار الطيران المقصود فيما يتعلق بالأرض.:125:2–3 

## ما بعد الكارثة
في 19 مايو 1995، اعترف بيليرين بالذنب في محكمة عسكرية تابعة للقوات الجوية الأمريكية في تهمتي التقصير في أداء الواجب بسبب أفعاله، أو عدمه، التي ساهمت في الحادث. وحُكم عليه بالتنازل عن راتب قدره 1500 دولار شهريًا لمدة خمسة أشهر وتلقى توبيخًا كتابيًا. لم تكشف القوات الجوية الأمريكية عما إذا كان أي ضابط آخر متورط في سلسلة الأحداث التي أدت إلى الحادث قد تلقى أي نوع من الإجراءات الإدارية أو التأديبية. صرح منتقدو سجل السلامة في القوات الجوية الأمريكية أن هذا الانهيار كان مثالًا على نمط من المشاكل المتعلقة بإنفاذ إجراءات السلامة داخل القوات الجوية الأمريكية.:126
على الرغم من أن التحقيق في الحادث وجد أنه من المفترض أن الإجراءات والسياسات كانت موجودة بالفعل لمنع حدوث مثل هذا الانهيار مرة أخرى، فإن حقيقة حدوث هذا الانهيار أظهرت أنه في حالة واحدة على الأقل، كانت سياسات السلامة الحالية وإنفاذها غير كافية بشكل خطير. لإعادة التأكيد على أهمية الالتزام بسياسات السلامة الحالية وتصحيح تصرفات أي شخص ينتهكها في أي وقت، قامت القوات الجوية الأمريكية بسرعة بتوزيع نتائج التحقيق في الحادث في جميع أنحاء الخدمة. فشلت هذه الإجراءات في منع - بعد ستة عشر عامًا - حدوث حادث آخر في ظروف متطابقة تقريبًا، عندما تحطمت طائرة نقل من طراز بوينغ سي-17 غلوب ماستر 3 بعد وقت قصير من إقلاعها من قاعدة إلمندورف الجوية، ألاسكا، في رحلة تدريب عرض جوي.
اليوم، يتم استخدام تحطم فيرتشايلد في كل من بيئات الطيران العسكري والمدني، كمساعدة تدريبية في تعليم إدارة موارد الطاقم وإظهار أهمية تطبيق لوائح السلامة.
بعد عدة سنوات من وفاته، قدم المقدم. حصل ماكغيهان على جائزة من قاعة مشاهير (Lou Holtz / Upper Ohio) Valley Hall في شرق ليفربول، أوهايو، عن حياته في الخدمة. وتضمن الاقتباس ما يلي:
تم استخدام لقطات تحطم فيرتشايلد في صنع فيلم Project Almanac لعام 2015، الذي يصور حادث طيران، مما أثار غضبًا عامًا بين أقارب وولف وماكغيهان. بعد ادعاء أولي من قبل باراماونت بيكتشرز أن الفيديو المعني كان لحادث في طوكيو عام 2009، أصدر المنتج مايكل باي اعتذارًا للعائلات وتمت إزالة اللقطات من الإصدار المسرحي للفيلم والمقاطع الدعائية المرتبطة به بناءً على طلب باي.

### وسائل الإعلام المطبوعة
- براون، آندي (2016). لم يتم الالتفات إلى التحذيرات: مأساة مزدوجة في قاعدة فيرتشايلد الجوية. الصحافة WU.(ردمك 978-0-9978634-0-6)رقم ISBN 978-0-9978634-0-6.
- 1-57488-544-8
- 0-07-034927-4
- 1-57488-344-5

### الويب
- "Brigadier General Orin L. Godsey". Air Force Link. 1996. مؤرشف من الأصل في 2007-02-15. اطلع عليه بتاريخ 2007-02-16. – Biography of the USAF Chief of Safety who led the initial investigation into the mishap.
- "Brigadier General James M. Richards". Air Force Link. 1996. مؤرشف من الأصل في 2007-02-15. اطلع عليه بتاريخ 2007-02-16. – Biography of the Commander, 92nd Bomb Wing, Fairchild Air Force Base from August 1992 – August 1993
- "The Crash of 'Czar 52'". Check-Six.com. مؤرشف من الأصل في 2007-05-13. اطلع عليه بتاريخ 2013-06-30.
- Kern، Tony (1995). "Darker Shades of Blue: A Case Study of Failed Leadership". Neil Krey's CRM Developers Forum. مؤرشف من الأصل في 2007-02-16. اطلع عليه بتاريخ 2007-03-01.
- "Lt. Col. Mark C. McGeehan". Lou Holtz/Upper Ohio Valley Hall of Fame. 2000. مؤرشف من الأصل في 2007-03-12. اطلع عليه بتاريخ 2007-03-01.
- Thompson، Mark (29 مايو 1995). "Way, Way Off in the Wild Blue Yonder". Time. مؤرشف من الأصل في 2007-09-30. اطلع عليه بتاريخ 2007-03-01.
- "1994 Crash of a B 52 at Fairchild Air Force Base RIP". 24 يونيو 1994. مؤرشف من الأصل في 2024-05-08. اطلع عليه بتاريخ 2017-11-08. – Video of the crash
- "Nuclear Storage Site Linked to Plane Crash". The New York Times. 27 أبريل 1995. مؤرشف من الأصل في 2025-07-10. اطلع عليه بتاريخ 2008-01-07.
- "B-52crash.kml". 5 يناير 2008. مؤرشف من الأصل في 2012-02-09. اطلع عليه بتاريخ 2014-01-30. – KML file of Czar 52 flight path just before crash